# Galore (album de The Cure)
Pour les articles homonymes, voir Galore.
Albums de The Cure
Wild Mood Swings
(1996) Bloodflowers
(2000)
Singles
1. Wrong Number
Sortie : novembre 1997[7]

Galore est une compilation du groupe britannique The Cure sortie le 28 octobre 1997. Elle regroupe les singles  parus entre 1987 et 1997. C'est en quelque sorte la suite de Standing on a Beach (1986. Elle comporte l'inédit Wrong Number qui fait l'objet d'un single et sa sortie est accompagnée d'un DVD intitulé Galore: The Videos 1987-1997.

## Pochette
Sur la pochette de l'album apparaît un bébé coiffé d'un bob, assis sur une plage, un cornet de glace à la main. Il s'agit d'Isabel Slark, alors âgée d'un an et demi, photographiée sur la plage de Whitstable, une station balnéaire située dans le Kent en Angleterre, par Andy Vella, collaborateur régulier de The Cure.
Isabel Slark a eu la surprise de recevoir, le jour de son mariage à 28 ans, un exemplaire de Galore signé par le groupe. La mère d'Isabel avait contacté Andy Vella pour savoir si le groupe pouvait envoyer un album dédicacé comme cadeau de mariage. 

## Liste des titres
| 1.    | Why Can't I Be You?       | - Robert Smith - Simon Gallup - Porl Thompson - Boris Williams - Lol Tolhurst | 3:14 |
| 2.    | Catch                     | - Smith - Gallup - Thompson - Williams - Tolhurst                             | 2:45 |
| 3.    | Just Like Heaven          | - Smith - Gallup - Thompson - Williams - Tolhurst                             | 3:32 |
| 4.    | Hot Hot Hot!!!            | - Smith - Gallup - Thompson - Williams - Tolhurst                             | 3:35 |
| 5.    | Lullaby                   | - Smith - Gallup - Thompson - Williams - Roger O'Donnell - Tolhurst           | 4:09 |
| 6.    | Fascination Street        | - Smith - Gallup - Thompson - Williams - O'Donnell - Tolhurst                 | 4:20 |
| 7.    | Lovesong                  | - Smith - Gallup - Thompson - Williams - O'Donnell - Tolhurst                 | 3:28 |
| 8.    | Pictures of You           | - Smith - Gallup - Thompson - Williams - O'Donnell - Tolhurst                 | 4:48 |
| 9.    | Never Enough              | - Smith - Gallup - Thompson - Williams                                        | 4:28 |
| 10.   | Close to Me (Closest Mix) | Smith                                                                         | 4:21 |
| 11.   | High                      | - Smith - Gallup - Thompson - Williams - Perry Bamonte                        | 3:33 |
| 12.   | Friday I'm in Love        | - Smith - Gallup - Thompson - Williams - Bamonte                              | 3:36 |
| 13.   | A Letter to Elise         | - Smith - Gallup - Thompson - Williams - Bamonte                              | 4:20 |
| 14.   | The 13th                  | - Smith - Gallup - Bamonte - Jason Cooper - O'Donnell                         | 4:17 |
| 15.   | Mint Car                  | - Smith - Gallup - Bamonte - Cooper - O'Donnell                               | 3:31 |
| 16.   | Strange Attraction        | - Smith - Gallup - Bamonte - Cooper - O'Donnell                               | 4:21 |
| 17.   | Gone!                     | - Smith - Gallup - Bamonte - Cooper - O'Donnell                               | 4:27 |
| 18.   | Wrong Number              | Smith                                                                         | 6:01 |
| 72:47 |                           |                                                                               |      |

## Classements hebdomadaires
| Classement (1997)             | Meilleure place |
| ----------------------------- | --------------- |
| Allemagne (Media Control AG)  | 51              |
| Australie (ARIA)              | 45              |
| Canada (RPM Top Albums)       | 53              |
| États-Unis (Billboard 200)    | 32              |
| France (IFOP)                 | 275             |
| Nouvelle-Zélande (RIANZ)      | 31              |
| Pays-Bas (Mega Album Top 100) | 81              |
| Royaume-Uni (UK Albums Chart) | 37              |
| Suède (Sverigetopplistan)     | 54              |

| Classement (2012) | Meilleure place |
| ----------------- | --------------- |
| Italie (FIMI)     | 95              |

## Certifications
| Pays              | Certifications | Date       | Unités certifiées |
| ----------------- | -------------- | ---------- | ----------------- |
| Australie (ARIA)  | Or             | 05/02/2001 | 35 000            |
| États-Unis (RIAA) | Or             | 17/10/2001 | 500 000           |
| Royaume-Uni (BPI) | Argent         | 22/07/2013 | 60 000            |